# Suzuki Composite Electrochemical Material
SCEM staat voor: Suzuki Composite Electrochemical Material. Dit materiaal vormde de bekleding van de cilinders van een aantal Suzuki-typen en werd geïntroduceerd op de Suzuki GSX-R 750 van 1996. 
Toen het vernieuwde type van de Suzuki GSX-R 750 eind 1995 werd gepresenteerd waren er veel zaken overgenomen van de Suzuki RGV 500 wegracer. Het hele frame had vrijwel dezelfde maten als de fabrieksracer, maar de wielbasis was zelfs nog iets korter. 
Van de RGV 500 werd ook SCEM overgenomen. Dit was een bewerking van de cilinderwanden die wat leek op een nikasilcoating, maar dit was een nikkel-fosfor-siliciumcarbide coating die harder werd naarmate de temperatuur toenam. Dat zorgde voor een vrijwel gelijkblijvende uitzettingscoëfficiënt van cilinders en zuigers waardoor de passing van ciinders en zuigers bij elke temperatuur optimaal was. Het zorgde bovendien voor een betere warmte-afvoer. De cilinderbussen konden vervallen, waardoor veel gewicht werd bespaard. De smallere cilinderkop was 1½ kg lichter, het cilinderblok 2 kg lichter en de kortere krukas was 1 kg lichter. Omdat het koelsysteemm kon worden aangepast werd nog eens 1 kg gewonnen. 
Dit waren belangrijke winstpunten omdat de Suzuki GSX-R 750 ook de basis vormde voor de machines die werden ingezet in het wereldkampioenschap superbike. 